# 鳥居春信
鳥居 春信（とりい はるのぶ）は、日本の漫画家。エロ劇画雑誌で活動していた。
ペンネームの由来は、江戸時代の春画絵師である、鳥居清長と鈴木春信からである。

## 作品リスト
- ひろみにタッチ（司書房）
- 恋に濡れて（司書房）
- 感じるままに（辰巳出版）
- 17歳の私生活（辰巳出版）
- 素肌の好奇心（辰巳出版）
- 恋人のいる渚（辰巳出版）
- 熟れた放課後（辰巳出版）
- 少女の季節（辰巳出版）
- 女高生写真塾（壱番館書房）
- 快感放課後（松文館）
- 性熟期（サン出版）
- 美少女通信（サン出版）
- 濡れごと（コミックハウス）